# Exão
Exão (português europeu) ou Éxon (português brasileiro) (derivado do inglês "expressed regions") (plural "exões") é um segmento de DNA de um gene eucariótico cujo transcrito sobrevive ao processo de excisão (ou splicing ou processamento). Numa molécula de mRNA, um exão pode codificar aminoácidos de uma proteína, noutras moléculas de RNA maduro como tRNAs e rRNAs, o exão constitui parte estrutural.

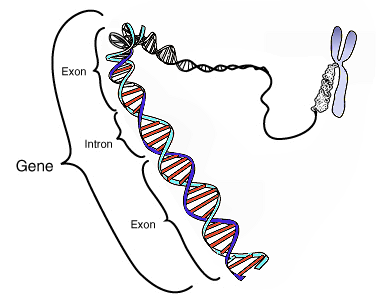

Um segmento do gene que tem o respectivo transcrito (RNA) eliminado na excisão é chamado de íntron ou intrão.
O processo de reconhecimento de intrões e exões em genes para definir quais trechos serão transcritos numa cadeia de RNA guarda uma admirável complexidade e, em grande parte, é ainda um mistério. Desde os anos 80 já se sabe que é possível a partir de um só gene serem selecionados distintos grupos de exões, cada grupo de exões produzindo uma  proteína diferente. Pesquisas recentes têm revelado que esse tipo de ocorrência, longe de ser uma exceção, é a regra no funcionamento dos genes, chegando a um número estimado médio de 5,7 variações possíveis  na expressão do gene. Essa variabilidade permite que um mesmo gene exerça funções diferentes dependendo do tipo de célula em que esteja inserido. Também é possível que uma molécula de RNA maduro seja obtida pela composição de exões de genes diferentes, ou mesmo de cromossomos distintos, através de um tipo especial de excisão chamada trans-splicing.
Essas observações têm levado a novas considerações sobre a definição de gene e também a novos paradigmas quanto à forma de organização do genoma e da transmissão da herança genética.